# Chantal Archambault
Chantal Archambault est une auteure-compositrice interprète témiscabitibienne, originaire de Val-d'Or, Québec. Avant de faire partie du groupe Saratoga, elle a une carrière solo comme autrice, compositrice, interprète. Son instrument principal est la guitare. Son style musical est principalement le folk.

## Biographie
Chantal est née à Val-d'Or. En 2008, elle a obtenu une maîtrise en psychoéducation, et a consacré une part importante de son temps à la communauté autochtone de Kitcisakik. Elle quitté sa ville natale de Val-d'Or en 2012 pour s'installer à Montréal.

## Carrière musicale
En 2008, elle autoproduit une démo Le collage, ce qui lui permet de participer au concours Francouvertes. Elle fera la rencontre de Dany Placard, qui l'aidera plus tard pour la réalisation de son premier album La Romance des couteaux en 2010,.
En 2013, elle collabore encore avec Dany Placard à la réalisation de leur troisième album, Les élans. L'année suivante, en 2014, elle lance l'EP L'amour ou la soif .
En 2015, en collaboration avec Michel-Olivier Gasse, fonde le groupe musical Saratoga.
En 2016, elle sort son le plus récent, le mini album, À hauteur d'homme, réalisé en collaboration avec Alex McMahon.

## Discographie

### Album Solo
- 2008: Le collage (Productions Ellebinos)
- 2010: La romance des couteaux (Indica Records)
- 2013: Les étans (Indica Records)
- 2014: L'amour ou la soif (EP) (Indica Records)
- 2016: À hauteur d'homme (EP) (Duprince)

### Albums de Saratoga
- 2015: Saratoga EP (Ambiances ambiguës)
- 2016: Fleur (Duprince)
- 2019: Ceci est une espèce aimée (Duprince)
- 2022: Forêts (popop)